# Судовщиков Євген Васильович
Євген Васильович Судовщиков (1830 — 1868, м. Макар'єв, Костромська губернія) — філолог за фахом, викладач, письменник, приятель Михайла Драгоманова. Член «Старої громади». Батько письменниці Олександри Судовщикової-Косач, відомої під псевдонімом Грицько Григоренко.

## Життєпис
Походив з полтавської шляхетської родини, спорідненої з князем Безбородьком, від якого успадкував Оржицький (Безбородьків) хутір недалеко від Яготина.
Близький приятель і однодумець Петра Косача та Михайла Драгоманова, який згадує Євгена Васильовича у праці рос. «Исторические песни малоруского народа с объяснениями...» як автора рукописного зібрання українських пісень. Від кобзаря та лірника Олексіїв-Крячківського Федора у 1850—1851 Євген Судовщиков записав думи «Азовські брати» та «Буря на морі».
Закінчив Чернігівську гімназію та філологічний відділ Харківського університету, а потім філологічно-філософський відділ Гейдельберзького університету в Німеччині.
Вчителював у Ніжинському ліцеї, де вчилася його майбутня дружина Ганна Хойнацька. На початку 1860-х р. переїхав до Києва, де викладав російську словесність у 2-й чоловічій гімназії. Також був викладачем словесности в Київському пансіоні шляхетних дівчат A. Нельговської, де навчалася Олена Пчілка. Про свого дорогого вчителя Євгена Васильовича Судовщикова вдячна учениця згодом напише в листі до професора Львівського університету Омеляна Огоновського: «Лекції його були цілком оригінальні, займаючі, розвиваючі…», а в «Біографії» до «Творів» Грицька Григоренка (Х., 1930) вона додасть: «Був він чоловік великого розуму й дуже високої освіти».
Євген Судовщиков був знаний як педагог, коло інтересів якого складали, насамперед, російська та українська мови. У 1860-х р. прилучився до українського руху, увійшов до київської «Громади». Керував авторським колективом, що працював над граматикою української мови, яку, проте, з ряду причин не було завершено. Активно виступав за укладання українського словника, на початку 1860-х ініціював роботу групи київських громадівців над граматикою української мови. Мав нахил і до літератури.
1866 р. через непорозуміння й донос було адміністративно заслано до Костромської губернії.
Помер на засланні від сухот у містечку Макар'єв Костромській губернії 1868 року.

## Творчість
- «Пособие при преподавании истории русской словесности» (Киевская типография Федорова и Мин., 1863 р..[4]
- «Пансионерка: (Очерк из местных нравов)» (Харків, 1852 р.)